# Црква Светог Спиридона у Скрадину
Храм Светог Спиридона православни је храм који припада Далматинској епархији Српске православне цркве (СПЦ). Налази се у Скрадину, Далмација, Хрватска. Црква је саграђена у времену од 1863. до 1876. године.

## Историја
По предању, првобитни храм посвећен Светом Јовану Крститељу датира из 14. века, али неких већих и детаљнијих података о томе нема. Ситуација је другачија када се ради о старој цркви Светог Спиридона из 1754. године која је грађена средствима православних верника у то време, стилом карактеристичним за српску средњовјековну културу и као таква је споменик културе Републике Хрватске. Нова црква Светог Спиридона је грађена у времену од 1863. до 1876. године, а потпуно је завршена без звоника 1878. године када је и освећена, док је западни део храма са звоницима завршен 1893. „Храм је гранатом пробијен на средини крова и сва су стакла на прозорима попуцала“ (Извештај од 14. фебруара 1992.). Априла 1993. црква је срушена. Негде 2008. године кренуло се са обновом, урађен је комплетан кров, столарија, иконостас и унутрашњост цркве. Освећење цркве светог Спиридона у Скрадину. Поводом завршетка радова на кровишту цркве светог Спиридона у Скрадину, дана 15. маја 2010. године, црквену општину Скрадин посјетили су Његово Преосвештенство тадашњи епископ далматински г. Фотије, потпресједник владе Р.Х. г. Слободан Узелац и градоначелник града Скрадина г. Недиљко Дујић.

## Унутрашњост храма
У рату 1991–1995. године, у Далматинској епархији срушено је 14, а оштећено 45 храмова. Захваљујући људима из шибенског музеја, и тадашњем бискупу Срећку Бадурини, иконе са иконостаса ове цркве су скинуте и похрањене у шибенски музеј. Када је епископ Фотије дошао на службу у Епархију далматинску, 1999. године, а након тога и почетком обнове овог храма, иконе из Шибенског музеја су враћене и оне данас, опет стоје на иконостасу.